# 한지선 (배우)
한지선(1994년 5월 27일 ~ )은 대한민국의 배우이다.

## 학력
- 한양대학교 예술체육대학 연극영화학과 (졸업)

## 출연작

### 영화
- 《궁합》 (2018년) - 송화처소 궁녀 4 역

### 드라마
- 《KBS 드라마 스페셜 - 운동화를 신은 신부》 (KBS2, 2014년) - 은하 역
- 《킬미힐미》 (MBC, 2015년) - 소개팅녀 역
- 《88번지》 (웹드라마, 2016년) - 유리 역
- 《우리집에 사는 남자》 (KBS2, 2017년) - 요리예능 막내작가 역
- 《맨투맨》 (JTBC, 2017년) - 최설아 코디 역
- 《흑기사》 (KBS2, 2017년) - 강주희 역
- 《화유기》 (tvN, 2018년)
- 《초면에 사랑합니다》 (SBS, 2019년) - 모하니 역

## 사건
- 택시기사 폭행사건 (2019년) - 2018년 9월 음주 후 환갑이 넘은 택시기사를 상대로 폭언을 하고 뺨을 치는 등 폭행으로 벌금형, 집행유예를 받았다.

파출소에 연행된 후에도 경찰의 뺨을 수차례 가격하고 팔을 무는 등 경찰에게도 폭행을 했다.
폭행 및 공무집행방해 혐의로 벌금 500만 원, 집행유예 1년이 선고되었다.
"택시기사의 연락처를 알지 못해 사과 못 했다" "깊이 반성하고 있다" 라며 사과의 뜻을 보였다.